# Sympycnus longipilus
Sympycnus longipilus är en tvåvingeart som beskrevs av Octave Parent 1933. Sympycnus longipilus ingår i släktet Sympycnus och familjen styltflugor. Inga underarter finns listade i Catalogue of Life.